# Noot Seear
Noot Seear (Vancouver, Columbia Británica, Canadá, 5 de octubre de 1983) es una modelo y actriz canadiense de ascendencia neerlandesa.

## Biografía
Nació en Canadá y sus padres son neerlandeses ella ha aparecido en campañas publicitarias como Chanel, Georgio Armani, Kenzo, Pantene Pro-V, Polo Jeans, Ralph Lauren, Kenneth Cole, Neiman Marcus, Alberta Ferreti, Rolex e Yves Saint Laurent, entre otras, y ha sido la imagen publicitaria de Calvin Klein

## Filmografía
| Año  | Título     | Personaje | Notas |
| ---- | ---------- | --------- | ----- |
| 2009 | Luna nueva | Heidi     |       |